# Belsk Duży (gemeente)
De gemeente Belsk Duży is een landgemeente in het Poolse woiwodschap Mazovië, in powiat Grójecki.
De zetel van de gemeente is in Belsk Duży.
Op 30 juni 2004 telde de gemeente 6822 inwoners.

## Oppervlakte gegevens
In 2002 bedroeg de totale oppervlakte van gemeente Belsk Duży 107,84 km², waarvan:
- agrarisch gebied: 9048 ha
- bossen: 1022 ha

## Demografie
Stand op 30 juni 2004:
| Omschrijving                   | Totaal | Totaal | Vrouwen | Vrouwen | Mannen | Mannen |
| ------------------------------ | ------ | ------ | ------- | ------- | ------ | ------ |
| eenheid                        | aantal | %      | aantal  | %       | aantal | %      |
| inwoners                       | 6822   | 100    | 3458    | 50,7    | 3364   | 49,3   |
| bevolkingsdichtheid (inw./km²) | 63,3   | 63,3   | 32,1    | 32,1    | 31,2   | 31,2   |

## Administratieve plaatsen (sołectwo)
Aleksandrówka, Anielin, Bartodzieje, Belsk Duży, Belsk Mały, Bodzew, Boruty, Daszewice-Rożce, Grotów, Jarochy, Julianów, Koziel, Kussy, Lewiczyn, Łęczeszyce, Maciejówka, Mała Wieś, Oczesały, Odrzywołek, Rębowola, Rosochów, Sadków Duchowny, Sadków-Kolonia, Skowronki, Stara Wieś, Tartaczek, Widów, Wilczogóra, Wilczy Targ, Wola Łęczeszycka, Wola Starowiejska, Wólka Łęczeszycka, Zaborów, Zaborówek.

## Aangrenzende gemeenten
Błędów, Goszczyn, Grójec, Jasieniec, Mogielnica, Pniewy,